# 竜二 (映画)
『竜二』（りゅうじ）は、1983年公開の日本映画。金子正次脚本・主演、川島透監督。PRODUCTION RYUJI（金子正次）製作、東映セントラルフィルム配給。

## 概要
暴力シーンを伴わないヤクザ映画として高く評価され、湯布院映画祭でのプレミア試写で喝采を浴び、1983年10月29日から全国で公開され大ヒットを記録した。主題歌は萩原健一の「ララバイ」。のちに長渕剛は「とんぼ」の撮影に際して、手法を真似た。劇中の竜二の口上の影響を受けできたのが、「泣いてチンピラ」。「六尺足らずの五尺の身体」、「刺せば監獄刺されば地獄」、「花の都にあこがれて」など。
主人公竜二の娘のあや役を演じるももは金子の実の娘で、ラジオパーソナリティー・ナレーターの金子桃である。
金子は映画公開期間中の11月6日に、胃癌性腹膜炎により、親友の松田優作らに看取られながら33歳の若さで死去、遺作となった。後年に松田優作も同日に他界した。

## あらすじ
花城竜二は新宿のヤクザ三東会の幹事で、違法なルーレット賭博を仕切り、金回りは順調だった。しかし、三年前には傷害事件を起こし、保釈金の300万に困る身の上だった。
竜二の妻・まり子は一人娘のあやを生んだ直後だったが、疎遠だった親に泣きつき、ヤクザの竜二と別れることを条件に保釈金を工面した。泣く泣く九州の実家に帰るまり子。
がむしゃらだった頃に比べて妻子への未練も募り、不安感に取り憑かれて堅気に憧れる竜二。先に足を洗った先輩のツテで酒屋の配達を始めた竜二の元に、まり子と娘のあやも帰って来た。
つましいアパート暮らしでも幸福な竜二。そんな生活が３ヶ月も続いた頃、兄弟分だった一馬（カズ）が竜二の前に現れた。麻薬中毒で身を持ち崩し、金をせびるカズに、貰ったばかりの給料袋を差し出しかけるが、財布の中の僅かな金しか渡せない竜二。
カズが死に、安アパートに弔問に行って、情婦のあけみに「今さら」と罵られる竜二。帰りがけに出くわしたのは竜二の舎弟の直だった。要領の悪い直は出世もできず、あけみに手を出したのだ。
竜二を慕ってアパートを訪ねて来る舎弟のひろし。直の弟分だったひろしは身なりも上等で、子分を使うまでになっていた。ひろしと話した竜二が昔を懐かしんでいると痛感するまり子。
あやを連れ、商店街の安売りに並んでいたまり子は、帰って来た竜二と目があった。涙を流して立ち去って行く竜二。溜息をついたまり子は、「おばあちゃんの家に帰ろう」とあやを抱き締めた。そして歌舞伎町には白いスーツにサングラスの竜二が帰って来た。

## キャスト
花城竜二 (32)
演 - 金子正次
新宿にシマを持つ三東会の常任幹事。新宿近辺のマンションに秘密のルーレット場を開き、舎弟の直とひろしに仕切らせ、そのあがりで優雅な生活を送る。三年前に傷害事件で拘置所に入れられ、妻のまり子は竜二の保釈金を工面するため九州の両親に泣きつくが両親は竜二と別れるならという条件で大金を出し、別居状態であった。安定した生活を続けるもヤクザの人生に充たされなくなった竜二は堅気になる決意をする。別れた妻と子・あやと復縁し、先輩の紹介で酒屋の店員として働き、2LDKのアパートで家族3人仲睦まじく暮らす。
花城まり子 (30)
演 - 永島暎子
竜二の妻。拘置所に入れられた竜二のために実家に保釈金の立て替えをお願いし、竜二と別れる事という親の条件をのみ、一人娘・あやを引き取って実家に戻っていたが、竜二が堅気になった事で復縁し、生活費をやりくりしながら家族3人で暮らす。
花城あや (3)
演 - もも
竜二の幼い一人娘。
直 (29)
演 - 佐藤金造
竜二の舎弟。ひろしの兄貴分。30歳。竜二のルーレット場でディーラーを担当。竜二の兄弟分を痛めつけた事から竜二にヤキを入れられ、エンコ（指詰め）を飛ばそうとするも刃先の傷で痛がる根性のないヤクザ。 竜二が堅気になった後、落ちぶれてあけみの情夫となる。
ひろし (23)
演 - 北公次
竜二の舎弟。直の弟分。竜二のルーレット場で受付を担当。バーゲンで高値のジャンパーを安く手に入れて自慢した事で兄貴分の直に叱られる。竜二が堅気になった後、出世をして舎弟を持つ身分となり竜二の家を訪ねる。

### 三東会
柴田一馬（カズ）(34)
演 - 菊池健二
三東会の親戚筋のやくざ。竜二とはかつて苦楽を共にし、「カズちゃん」「竜ちゃん」と呼び合う仲である。竜二の舎弟である直に痛めつけられた事から竜二の詫びを受け入れ、竜二のルーレット場に出入りするようになる。覚せい剤(シャブ)を常用し、後に堅気になった竜二の前に現れ、金をせびる。
あけみ (31)
演 - 銀粉蝶
柴田の情婦。柴田の死後、直の情婦となる。
新田 (35)
演 - 大塚吾郎
三東会若頭。竜二の兄貴筋。竜二に代わりに取り立てに行くよう頼む。ゴルフが趣味。
伊藤
演 - 檀喧太
三東会組員。栄ビルの保証金取り立てに銀行にやりくめられ、ノコノコ帰って来た事に若頭である新田から叱責を受ける。

### 一般の関係者
関谷 (35)
演 - 岩尾正隆
飲み屋の主人。元ヤクザで竜二の兄貴分だった男。竜二が悩みを打ち明けることの出来る唯一の人。
関谷真由美 (34)
演 - 小川亜佐美
関谷の妻。夫とふたりで店を切り盛りする。
まり子の父
演 - 高杉哲平
カマボコ工場経営。竜二を暖かく迎える。
まり子の母・好江
演 - 戸川暁子
竜二に好印象を持つ。
まり子の兄・真一
演 - 松島真一
カマボコ工場に勤める。竜二に就職先を薦める。
まり子の兄嫁・恵子
演 - 関谷美佐
竜二に好印象を持つ。
酒屋店主
演 - 高橋明
竜二の就職先の主人。
酒屋店員
演 - 石垣徹
竜二の初日に一緒にまわった先輩。新入りの竜二に気に掛ける。
酒屋店員
演 - 前田哲朗
仕事中に竜二に缶コーヒーをおごる。
酒屋店員
演 - 笹野高史
18才の時に少年院に入り、名古屋の倉田組の若頭に可愛がられたワル自慢をした事により竜二の逆鱗に触れて煙草を押し付けられる。

### その他
みずえ (27)
演 - かいどう旬
店の客であった竜二に口説かれ、一夜を共にする。
金髪女
演 - メリー・リビングストン
直が連れていた女。それが元で直と柴田が揉める。
迫丸
演 - 浜口竜哉
竜二のルーレット場の客。サングラス
迫丸の側近
演 - 友金敏雄
竜二のルーレット場の客。
島子 (30)
演 - 水月円
ルーレット場に現れた和服。クラブママで竜二の情婦。
タクシー運転手
演 - 江藤漢
上田個人タクシーの運転手。竜二たちの取り立てに付き合わされる。
キャッチバーの女
演 - 瑳川恵麻
直にからかわれた事に腹を立て直たちの乗ってるタクシーのボディを蹴る。
キャッチバーの女
演 - 渡辺真実
年増の女。直にからかわれ、ゴミ箱を投げつけ蹴りを入れる。
キャッチバーの女
演 - 泉アキ
バー「桂」の女。客を引き寄せようとしたところ直たちのちょっかいにより客に逃げられ、バーの男を呼び出すも竜二にやられ、店の取り立てに入られる。
キャッチバーの男
演 - 土方鉄人
バー「桂」のバーテンダー。呼び出され、店に出たところを竜二にやられる。
弁護士
演 - 相原巨典
竜二の弁護士。まり子から竜二を保釈するよう依頼される。
本屋の店主
演 - 堺勝朗
ビニ本売りの商売する。竜二に敬意を払いショバ代を払い続ける。
岡持ち
演 - 木村孝志
竜二宅に出前を届け、竜二から気を使われ、釣りを受け取るよう言われる。
戸山
演 - 若林哲行
銀行員。喫茶店「フランソワ」にて取り立てに来た竜二に対して毅然とした態度を取るも竜二の迫力に押され、小切手で支払いをする。
富山の同僚
演 - 吉江芳成
竜二の迫力にびびるメガネの銀行員。
ひろしの舎弟
演 - 藤田康明
ひろしの運転手を務める。
早瀬さとみ、河瀬多美子、藤崎和子　　

## スタッフ
- 監督：川島透
- 企画・プロデューサー：大石忠敏
- 脚本：鈴木明夫
- 主題歌：萩原健一「ララバイ」
- 撮影：川越道彦
- 照明：磯貝誠
- 美術：小池直実
- 録音：杉本潤（三船プロダクション）
- 音楽：戸高良行
- 効果：東洋音響
- 助監督：辻井孝夫、石谷太郎、吉岡安広、大原春宣、阪本順治、伊野浩二
- 刺青：栩野幸知
- 現像：東映化学

## 製作

### 企画
アングラ演劇の主演俳優だった金子正次が1981年1月、同劇団の解散公演の楽日に大量に吐血し病院に担ぎ込まれる。一命は取りとめ、既に手遅れの状態の末期の胃ガンと診断されたが、本人には最後まで病名は伏せられた。金子は東映任侠映画が大好きで、退院からの二年間、ヤクザ映画を作りたいと精力的に映画製作に取り組んだ。しかし1980年代初頭、ヤクザ映画は完全に死んでいた。1980年、1981年とヤクザ映画は1本も公開されず、1983年、深作欣二、佐藤純彌、中島貞夫監督でリメイクした『人生劇場』も興行が振るわず。最初に競馬のノミ屋を描いた「ちんぴら」（『チ・ン・ピ・ラ』として1984年映画化）の脚本を書き、大手映画会社に持ち込むが、「脚本はいいが、主演は君には務まらない。他のキャストでやってみればどうか」と言われこの話を蹴る。無名の監督、キャストではメジャーの配給ルートに乗せられない。主役しかやるつもりのない金子は映画会社での製作をあきらめ、自主製作にしようとかつての演劇仲間たちに声をかけた。プロデューサーには原宿学校（現・東京映像芸術学院）時代の友人・大石忠敏（川島透）に頼んだ。金子は鈴木明夫の名前で1982年秋「竜二」のシナリオを書き上げ、製作費3000万円は、自己資金と実家や知人からかき集め、配給会社のあてのないまま、1983年1月6日にクランクインした。金子の妻役の花城まり子を演じた永島暎子は「金子さんはもう、自分はもうだめなんじゃないかと分かっていたんじゃないかと思います。金子さんは、松田優作さんと、まだ松田さんが売れない時からの親友で、かたや松田さんは映画界でどんどんスターになって、自分は何をやっているのか田舎の親も誰も知らない。東京でやくざやっているんじゃないかと言われてて、自分の形が映るということをやっぱり映画でやりたかったんでしょうね。だから自分が主役をやるための映画の脚本をたくさん自分でも書いてらして、売れるとか決まってるわけじゃないけれども、とにかく友達のお金集めていきなり作ってしまったという。 やっぱり最後に自分の形が映るということを映画でやりたかったんでしょうね。それだけなんだと思いますけど」と述べている。

### 脚本
金子は自分の好きなヤクザ映画を作ると決意したが、1980年代初頭、ヤクザ映画の興行は厳しく、そこで金子が取り入れたのが、やくざから足を洗った男という新機軸。従来のヤクザ映画を後追いせず、低予算で小粒ながら、強烈なインパクトを持った作品に仕上げ、「大会社の作品に蹴手繰りをかけてやろうという気持ちはありました」と話した。

### 撮影
金子らは原宿学校で映画の制作を学んではいたが、ほぼ素人。最初は別の監督で一旦完成したが、出来上がりに納得のいかないプロデューサーの川島透が監督に交代し、大部分を撮り直した。後年、桜金造はNHK「スタジオパークからこんにちは」にゲスト出演した際、フィルムを惜しんでテストが延々と繰り返された現場の窮迫ぶりから、「いきなり次の日から弁当屋のオジサンが新しい監督ですって現れて驚いた」と笑いを交えて回想している。プロデユーサーの川島は現場では弁当の配布なども雑用もこなしていた。金子は体調が悪く、痛々しかったといわれる。作品内で主人公・竜二の娘・あや役を演じているももは、金子の実の娘で当時4歳、現在ラジオパーソナリティー・ナレーターの金子桃。金子の妻役の花城まり子を演じた永島暎子は、金子が永島のファンで、永島に当てて脚本を書いた。永島は1977年の日活ロマンポルノ『女教師』で生徒に犯される女教師役が出世作で、その後はにっかつに出演せず、映画やテレビで地味な脇役が続いていたが、本作で初めての母親役を演じ、多くの映画賞を受賞した。ヤクザ映画から平凡な主婦役のスター女優が生まれたという点でも、80年代のヤクザ映画と評価される所以といえる。金子は「私の弟分に北公次、佐藤金造、そして妻の役には永島さんということでなければ、この映画は作りたくなかった」と話した。

### 配給
1983年5月初旬に映画が完成。しかしまだ配給会社は決まらず。『狂い咲きサンダーロード』（1980年）の製作にも関わっていた上板東映の支配人・小林紘にフィルムを持ち込むと、小林が都内の名画座支配人に呼び掛けて試写会を行った。すると支配人たちが「こんな映画を埋もれさせてはいけない」と名画座のチェーン化を構想して、その最初の作品として『竜二』を予定したが、金子が「俺の映画に東映の三角マークが欲しい、三角マークが欲しい」と言うので、仕方なく東映に再々度働きかけ7月下旬、東映セントラルフィルムで配給が決まった。東映での配給は金子の最初からの希望で、映画企画中から東映での製作や配給を何度も打診していたがずっと断られていた。ようやく東映で配給されることが決まると金子は大喜びしたという。東映は機をみるに敏で転身も早く、新しい触手を伸ばして模索中で、本作を東映ヤクザの土壌から生まれた作品と判断した。塩田時敏は「主人公がやくざから小市民へと転向する映画を、任侠・実録暴力路線から撤退した東映の傍系会社が配給を手掛ける」と皮肉った。川島透は「東映セントラルフィルムから『もう一度、うちでやらないか』って言われて『ありがとうございます。ゼヒやらして下さい』って言ったら、『ウン、作って持って来てや』と言われた」と話している。金子は最後までがんに気付かなかったといわれるが、最初に東映セントラルに持って行ったチラシには「パパはもう帰らない」というキャッチフレーズが書かれており、自身の死期を知っていて愛娘と最後の共演をしたのではないかともいわれる。その直後に金子のがんが再発し1ヵ月入院。全身衰弱が激しかったが気力で持ちこたえ、封切り日まで前売り券を売った。

### 湯布院映画祭上映
本作はこの年8月28日、第8回湯布院映画祭最終日のプレミア試写で絶賛されたことでも知られるが、その反響によって東映での配給が決まったのではなく、先の小林紘の働きかけがあり、東映の配給が決まったのを受け、湯布院映画祭での上映が決まったもの。それまでは都内で試写会が行われただけで、地方の映画関係者で存在を知る人はほとんどいなかった。この年の湯布院映画祭プレミア上映は『逃がれの街』で交渉を続けていたが、地元の東宝系のロキシーチェーンとの交渉が難航し、タイムリミットぎりぎりになって同映画祭実行委員長・横田茂美が『竜二』に変更を決断した。横田は『竜二』を鑑賞する機会もなく、それでも『竜二』に決めた理由は、東映で配給が決まったことと、『噂の眞相』で塩田時敏のコラムに『竜二』を称賛する記事を見たこと、見知らぬ名前ばかり並んだスタッフ・キャスト欄の資料の中に永島暎子の名前を見て『女教師』のヒロインの鮮烈なイメージを想い返し、「永島が出演してるなら傑作に違いない」と上映を決めた。"カン"というより"賭け"だったと話している。湯布院映画祭での反響は映画祭後も続き、多くのマスメディアも取り上げ、10月14日にはぴあ主催のプレミア試写会が東京新宿東映ホール2で開かれた。パネルディスカッションでは、出演者・監督は勿論、高橋伴明、内田栄一、泉谷しげるら多彩なゲストが招かれた。

## 作品の評価

### 興行成績
1983年10月29日、東京新宿東映ホール2を始め、全国主要都市五、六館の限定ロードショーで封切り。お客の入りを心配して新宿東映に駆け付けた金子は、初回の上映が終わった直後に劇場前の路上にうずくまり、そのまま世田谷区の板谷クリニックに担ぎ込まれ8日後の1983年11月6日胃癌性腹膜炎で亡くなった。33歳だった。金子は痛み止めの薬で混沌とする意識の中でも「ホールに電話、電話」としきりに呟いていたといわれる。客の入りが不安だったのだが、客席は初日からほぼ満員で11月に入ると連日、立ち見が出るほどだった。それまでやくざ映画に見向きもしなかったカップルや、女子大生の姿が目立った。1983年12月下旬から、自主映画では異例の全国ロードショーが行われた。

### 作品評
『噂の眞相』での本作の称賛が、湯布院映画祭での上映が決まった理由の一つになった塩田時敏は「みずみずしい青春挽歌」と、スポニチは「ビートルズ・エイジのやくざ映画」と評した。
西河克己は「フロックじゃない、どっか映画の本筋みたいなものがある」などと評価している。
佐藤忠男は「本作は従来の任侠映画や暴力団集団抗争映画のように、英雄的な強い男が悪党どもに対して意地を張り通すというような内容ではなく、いい年こいて妻子もいるのにいつまでもヤクザはやっていられない、と悩んでいる男の話である。彼が堅気になった先輩に将来のことを相談したり、出前に来たラーメン屋の店員に「つまらない仕事だろうな」と同情したり、縄張りの中の商店に立ち寄り、そこの主人にヤクザ稼業の辛さをこぼしたり、ヤクザがまるで中小企業の経営者にように見えてきて、お互いどんな商売も辛いね、と同情したくなる。そして遂に彼は一大決心をして、足を洗って酒屋の店員から出直すが、住宅街の商店街のバーゲンセールに行列する女房を見つめ、新宿歌舞伎町のネオン街に舞い戻る。この映画は悪場所歌舞伎町界隈こそ、危険がいっぱいで稼ぎも大きいが、同時にしみじみ話し合える相手もいて、まるで"ふるさと"みたいに懐かしい街として情感豊かに描かれ、むしろ堅気の人々の住宅街こそが、隣近所、よそよそしい挨拶しかない、心の通わない冷たい街に描かれる」などと評している。
"正統派任侠映画"とも"実録"とも違う、等身大のやくざの姿を描いた本作は、「ホームドラマ調ヤクザ映画」「ニューファミリー世代のヤクザ映画」などとマスメディアが評した。
1989年「大アンケートによる日本映画ベスト150」（文藝春秋発表）では第67位にランキングされている。
山下達郎が80年代映画のベストに本作を挙げている。

## 影響
谷岡雅樹は「『竜二』はそれまでの"東映任侠路線""実録路線"の全否定として楔を打ち込み、ここから東映は『ネオやくざ路線』を敷き、『ちょうちん』『極道渡世の素敵な面々』『恋子の毎日』『オルゴール』『悲しきヒットマン』などが製作された」などと評している。

## エピソード
本作の上映に尽力した上板東映は『竜二』が公開された同じ年の暮れに閉館した。閉館イベントには多くの映画人が参加。シンポジウムに参加した内田栄一は「『竜二』という作品は、小林紘さんが世に出したのです。それをもう一度強調しておきたい。亡き金子正次に代わって、改めてお礼を申し上げます」、永島暎子は「私、とても淋しい思いをしています。七年役者をやってますけど『竜二』という作品に出会えて、今年やっと映画が面白くなって、金子正次という凄い人間、俳優さんと共演したことでパッと眼が開いた感じ、その金子さんが亡くなっちゃって、『上板東映』も(涙ぐむ)。足もとが崩れていくって、こういう感じだと分かります。でも頑張らなくっちゃいけない。死んだ人の分まで映画に全身を打ち付けていこうと思っています」、松田優作は「金子の臨終の暁方まで、そう12～13時間ぐらいでしたか。ずっと小林紘さんと内田栄一さんと菊池健二さんと僕と生命が消えていくのを看取って、仮通夜から通夜・葬式と四日間、その涙も乾かないのにカミイタが廃館になってしまうなんて(絶句)、仕方がないことだと思っても非常に心残りで胸が苦しくて、言葉が出てこないんですよ。金子正次は甦らないけど、『上板東映』は復活すると、そのことを信じています」などと述べた。

## 映像ソフト
| 発売履歴      | レーベル                                                  | 規格    | 規格品番  | 備考                   |
| ------------- | --------------------------------------------------------- | ------- | --------- | ---------------------- |
|               | TOHO VIDEO                                                | VHS     | TG1256-V  |                        |
| 2006年6月23日 | 東芝エンタテインメント/アミューズソフトエンタテインメント | DVD     | ASBY-2243 |                        |
| 2016年1月27日 | ショウゲート                                              | Blu-ray | ASBD-1168 | デジタルリマスター版。 |

## 関連図書
- 竜二―映画に賭けた33歳の生涯 (幻冬舎アウトロー文庫) 生江 有二
- 金子正次遺作シナリオ集 (幻冬舎アウトロー文庫) 金子 正次
- 竜二漂泊1983 この窓からぁ、なにも見えねえなあ 谷岡雅樹